# Finnisches Parlament

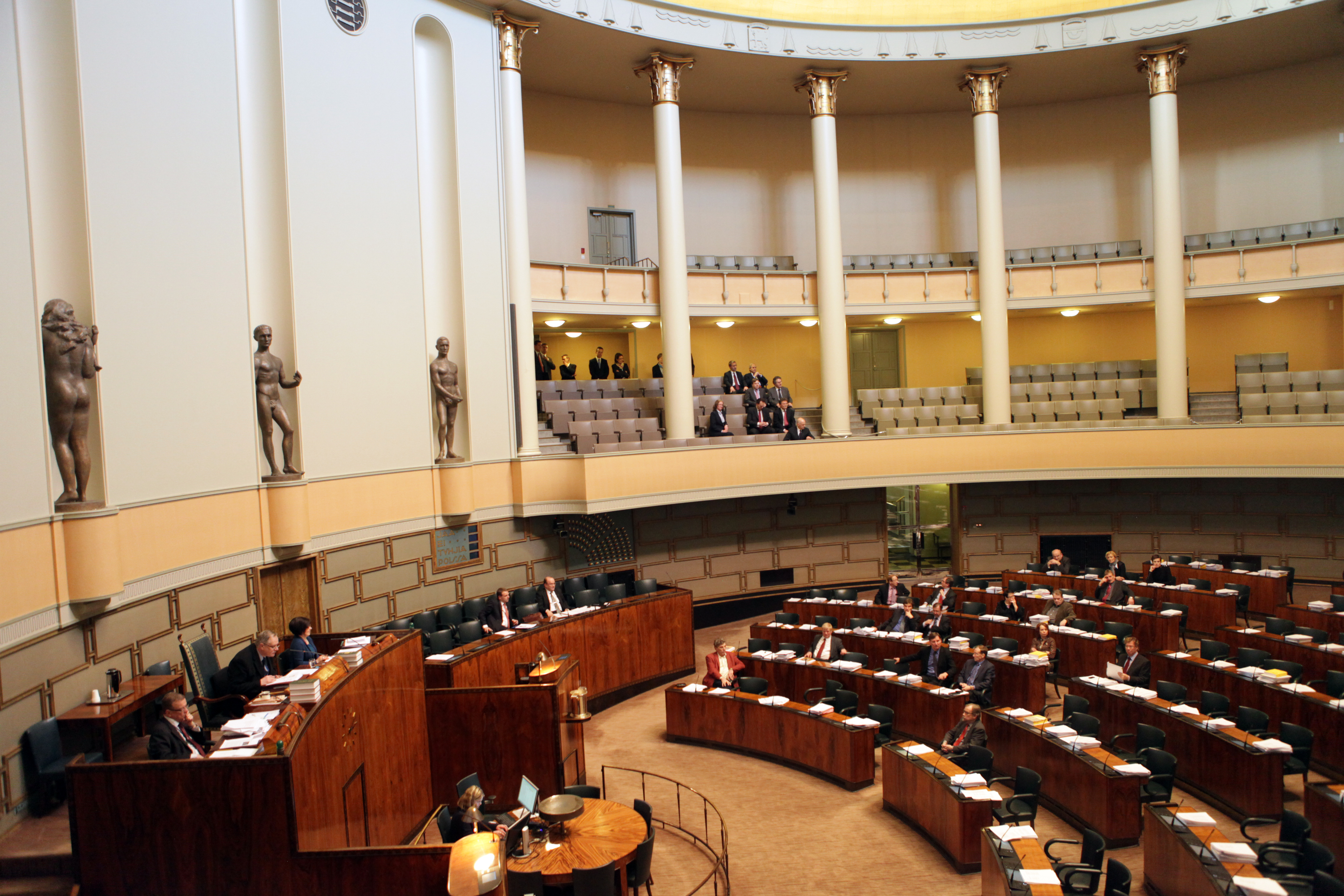
An der Stirnseite des Plenarsaals befinden sich das Präsidium und der Stenografische Dienst, links davon Rednerpult und Regierungsbank. Über dem Abgeordnetenrund bieten Logen Platz für Zuschauer und Medienvertreter.

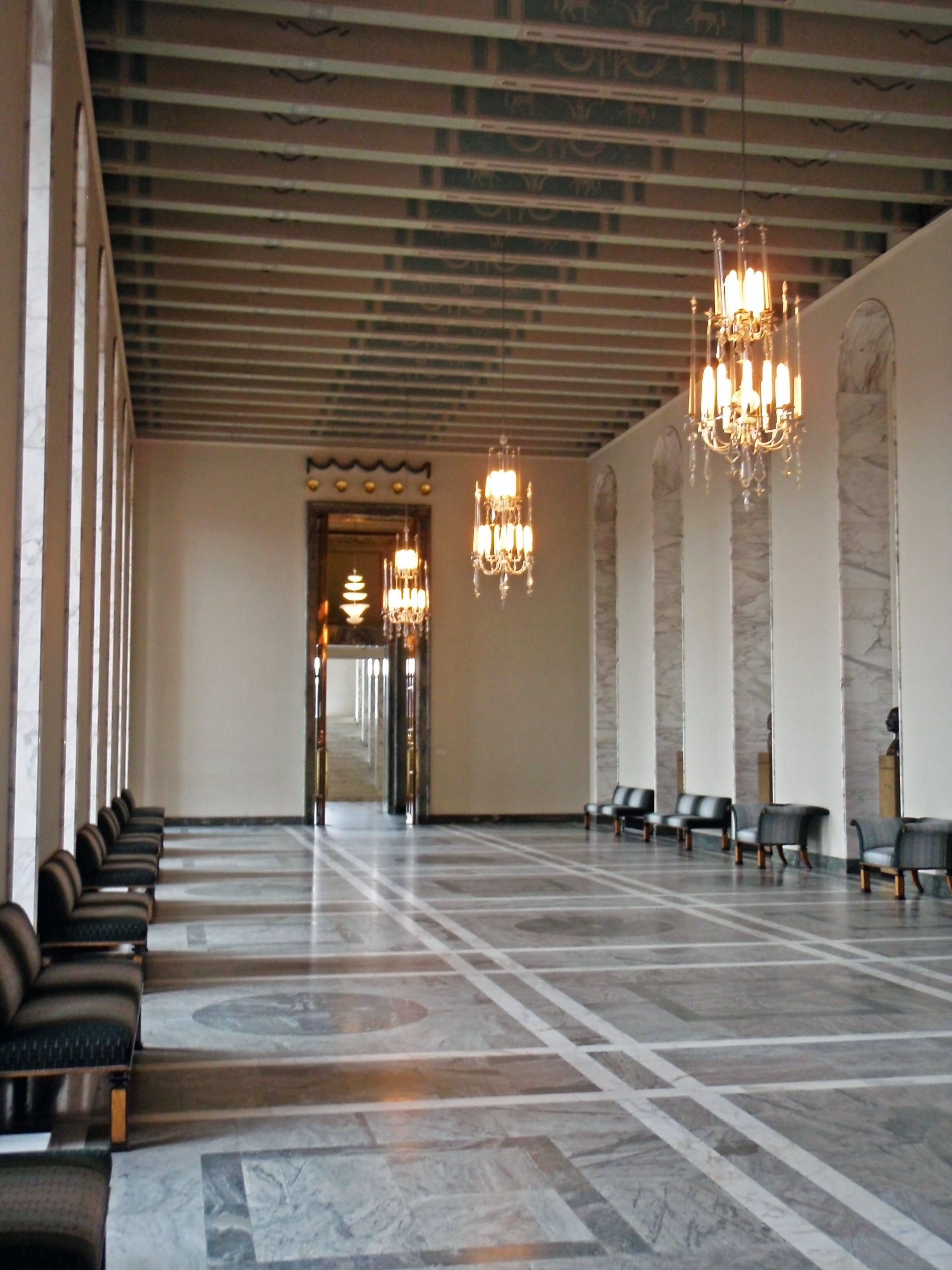
Wandelhalle

Das finnische Parlament (finnisch Eduskunta, wörtlich „Vertreterschaft, Repräsentanz“; schwedisch Riksdagen, wörtlich „der Reichstag“) ist ein Einkammer-Parlament mit 200 Abgeordneten und hat seinen Sitz in Helsinki. Parlamentspräsident ist seit dem 21. Juni 2023 Jussi Halla-aho.

## Verfassung
Gemäß dem finnischen Grundgesetz vertritt das Parlament das Volk und übt die gesetzgebende Gewalt aus. Weiterhin entscheidet es über den Staatshaushalt, ratifiziert internationale Verträge und überwacht die Arbeit der Regierung. Es kann die Verfassung ändern, die Regierung absetzen und Vetos des Präsidenten überstimmen. Verfassungsänderungen muss das Parlament zweimal, in zwei aufeinander folgenden Legislaturperioden, zustimmen.
Verfassungsgemäß ist das Parlament eine zweisprachige Institution, in der Finnisch und Schwedisch gleichberechtigt als Arbeitssprachen verwendet werden können. So müssen z. B. alle Gesetzesvorschläge dem Parlament in beiden Landessprachen vorgelegt werden. Verabschiedete Gesetze werden gleichzeitig in Finnisch und Schwedisch veröffentlicht, wobei beide Sprachversionen rechtlich völlig gleichwertig sind.

## Wahlrecht
1906 wurde in Finnland das allgemeine, gleiche, freie und direkte Wahlrecht für Frauen und Männer eingeführt. Finnland gewährte Frauen damit als erstes Land in Europa das Wahlrecht, weltweit war das finnische Parlament das erste Landesparlament, in das Frauen gewählt wurden.
Wahlberechtigt sind Bürger mit finnischer Staatsangehörigkeit ab 18 Jahren; auch die, die ständig im Ausland wohnen. Die Abgeordneten werden für vier Jahre nach dem Verhältniswahlrecht gewählt. Für die Reichstagswahl ist Finnland in 13 Wahlkreise aufgeteilt. Die Anzahl der Abgeordneten eines Wahlkreises bestimmt sich nach der Bevölkerungszahl, mit Ausnahme von Åland, das stets einen Abgeordneten stellt. Die Verteilung der Mandate erfolgt nach dem D’Hondt-Verfahren, wobei die Wähler entscheiden, welchem Kandidaten der von ihnen bevorzugten Partei sie ihre Stimme geben. Eine explizite Sperrklausel gibt es nicht, durch die Anzahl der jeweils vergebenen Sitze in den Wahlkreisen benötigt eine Partei aber trotzdem eine schwankende Mindeststimmenzahl, um ein Mandat zu erhalten.
Der Wahltag lag von 1966 bis 2007 bei regulären Wahlen im März, 2011 und 2015 wurde im April gewählt.

## Gebäude

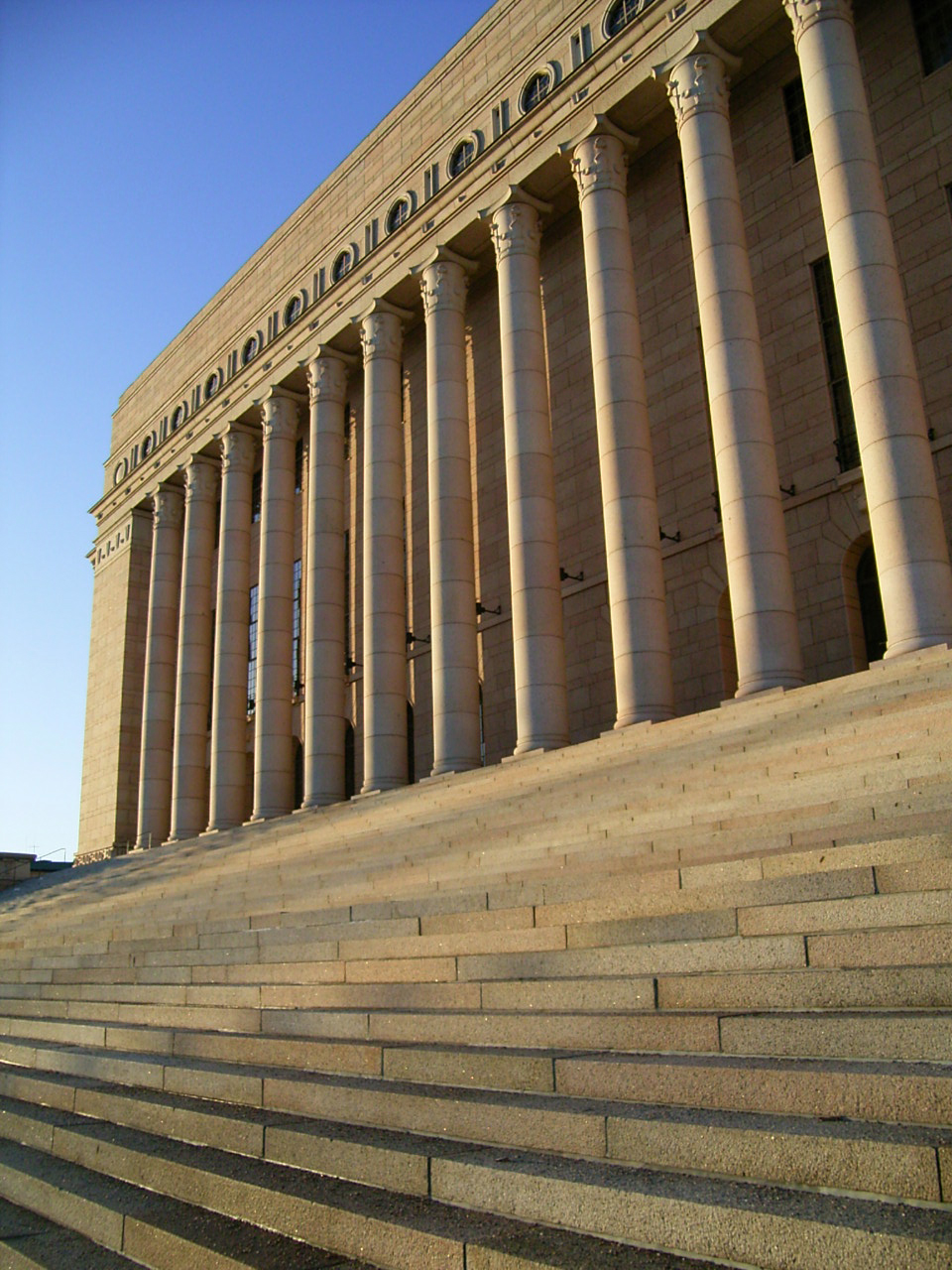
Das Reichstagsgebäude (eduskuntatalo/riksdagshuset) wurde 1926/31 von J.S. Sirén errichtet.

Das Reichstagsgebäude (finnisch eduskuntatalo, schwedisch riksdagshuset) liegt im zentralen Helsinki im Stadtteil Etu-Töölö an der Straße Mannerheimintie. Das Gebäude wurde von dem Architekten Johan Sigfrid Sirén im neoklassizistischen Stil entworfen. Der Bau begann 1926, die offizielle Eröffnung fand am 7. März 1931 statt. 1978 wurde das Parlament durch einen dreiteiligen Gebäudekomplex erweitert. Moderne Abgeordnetenbüros, ein Besucherzentrum und ein viel frequentiertes Restaurant befinden sich im jüngsten Anbau aus dem Jahr 2004, dem sogenannten Kleinen Parlament (Pikkuparlamentti, Lilla parlamentet).